# Batalla de Bitonto
La batalla de Bitonto (25 de mayo de 1734) fue una victoria del ejército español al mando de José Carrillo de Albornoz, conde de Montemar, sobre el austríaco del príncipe de Belmonte, en las cercanías de esta localidad italiana. Supuso el fin del dominio austriaco sobre el Reino de Nápoles y la entronización de Carlos de Borbón como rey de Nápoles y Sicilia. 
Además de ser una victoria total de los españoles, que acabaron con todo el ejército austriaco, fue importante porque se obtuvo sin participación de sus aliados franceses.

## Antecedentes
Tras el fracaso para restablecer el dominio español en Nápoles durante la Guerra de la Cuádruple Alianza, en 1733, el estallido de la guerra de sucesión polaca ofreció al rey Felipe V la oportunidad de saldar viejas cuentas.
A comienzos de 1734 terminó de reunirse en Toscana un ejército de 40.000 hombres al mando del Conde de Montemar, que cruzó los Estados Pontificios e invadió Nápoles. El 10 de mayo de 1734, el infante don Carlos fue coronado rey de Nápoles después del victorioso avance del ejército español, ante el cual el virrey austriaco, Giulio Borromeo Visconti, conde de la Pieve di Brebbia, decidió retirar el grueso de sus fuerzas hacia Apulia. Los días siguientes el conde de Montemar se dedicó a ocupar los castillos vecinos a Nápoles, tras lo cual marchó a enfrentarse al virrey imperial.
Dejando Nápoles bien guarnecida, y las plazas de Gaeta y Capua sometidas a asedio, Montemar marchó sobre Bari, enviando a la Armada para evitar la retirada por mar de los austriacos. La noticia de que un refuerzo austriaco de 6.000 croatas esperaba al otro lado del Adriático precipitó el combate.

## Los contendientes

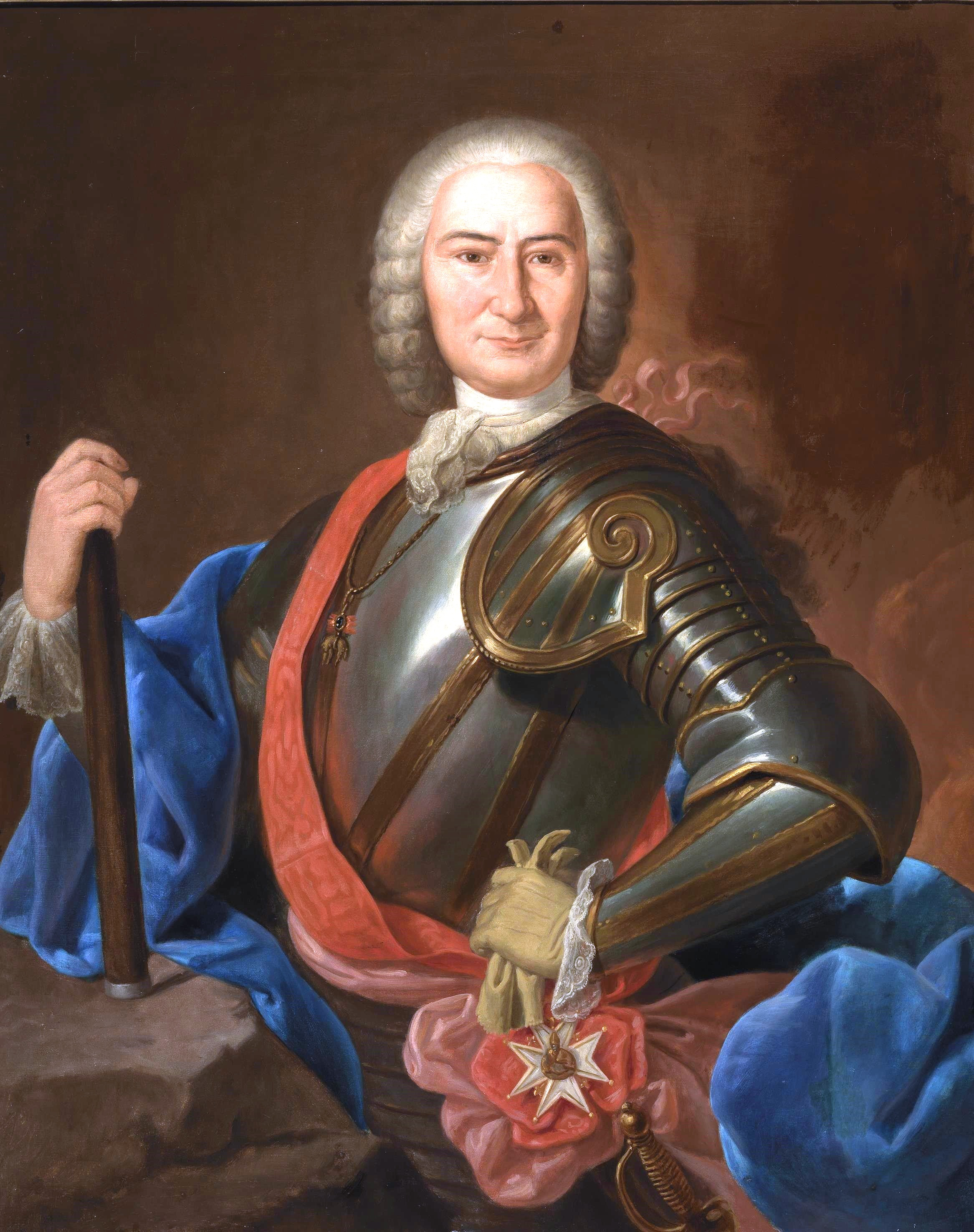
El conde de Montemar.

El 24 de mayo ambos ejércitos se encontraron en lugar elegido por los austriacos a 15 km de Bitonto, ventajoso y bien defendible. Los austriacos, al mando del general Belmonte, ocupaban una posición fuerte, apoyada a la derecha en el monasterio de San Francisco de Paula y a la izquierda en otro convento. Una trinchera unía ambos puntos. Sus fuerzas eran de 6500 soldados de infantería, 1.500 de caballería, 400 húsares del regimiento de Kiacker y el resto eran 24 escuadrones de coraceros. 
Las primeras escaramuzas fueron interrumpidas por una violenta tormenta. Al día siguiente, el conde de Montemar desplegó 12 batallones de infantería (3 de Guardias Españolas, 3 de Guardias Valonas, 2 de Lombardía, 2 de la Corona y 2 de suizos de Besler), 22 compañías de granaderos (pertenecientes a los regimientos de Guadalajara, África, Sevilla, Navarra, Soria, Nápoles, Real de Borbón, Castilla, Amberes, Namur, Guardias, Zamora y Borgoña), 24 escuadrones de caballería (procedentes de los regimientos Borbón, Extremadura, Milán, Malta, Flandes y Andalucía, los Dragones de Pavía y Francia), más la brigada de Carabineros Reales, la Compañía de Granaderos Reales y las compañías de granaderos a caballo de Tarragona y Batavia.
En un primer momento, Montemar intentó enfrentarse solo a la caballería enemiga, creyendo erróneamente que no se había unido a la infantería. Desechada tal opción, se dirigió al campo de batalla, donde aguardaban bien atrincherados los austriacos. Tras observar la formación enemiga, ordenó pasar a la izquierda a la mayor parte de su caballería, considerando que en ese flanco era el terreno más apto para superar las defensas del enemigo. Quedó el ejército español dispuesto del modo que sigue:
- Flanco izquierdo: en primera línea, los Carabineros Reales; detrás, los regimientos de Caballería de Extremadura, Malta y Andalucía.
- Centro: en primera línea, los 12 batallones de Infantería; detrás, los regimientos de Caballería de Borbón, Milán y Flandes.
- Flanco derecho: los Granaderos Reales, los regimientos de Dragones de Pavía y Francia, y 4 compañías de granaderos a caballo, extraídos de otros tantos regimientos de Dragones.

## La batalla
El primer embate de las tropas de Montemar fue el avance del Regimiento de Guardias Españolas, que se lanzaron irresistiblemente como en una parada por la derecha del centro español. Les siguió por la izquierda la columna de Guardias Valonas al mando del conde de Maceda, y ante su potente descarga los austriacos comenzaron a ceder. 
Los imperiales lanzaron una carga de caballería, que fue destrozada por el Regimiento de la Corona, llegando incluso a capturar un estandarte enemigo, trofeo poco frecuente en un cuerpo de Infantería. Aprovechando el desconcierto enemigo, Montemar despachó a los Carabineros Reales contra los escuadrones de coraceros y húsares, dispersándoles. Al mismo tiempo, los regimientos de Dragones de Pavía y Francia cargaron sobre el convento de la izquierda de la línea austríaca.
Ante este doble ataque, los imperiales sufrieron pánico, y parte de las tropas abandonaron la línea, corriendo a refugiarse en ambos conventos en que apoyaban su despliegue, y en la localidad de Bitonto, situada detrás del despliegue imperial, a donde llegó el general austriaco Rodosqui con numerosas tropas.
Los Carabineros Reales y los regimientos de Caballería de Malta, Andalucía y Extremadura se lanzaron en persecución de los austriacos en fuga. El grueso de su caballería, mandada por el marqués de San Vicente, logró refugiarse en Bari.

## Consecuencias

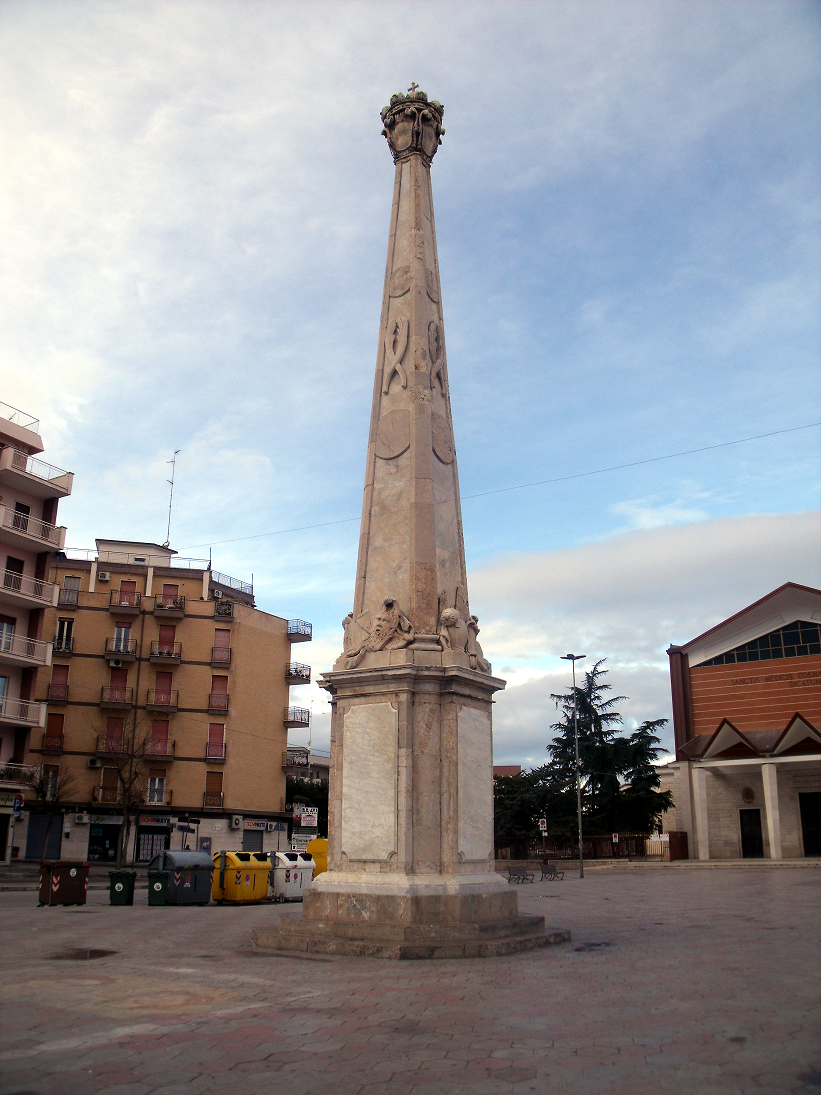
Obelisco conmemorativo de la batalla, proyectado por Giovanni Antonio Medrano.

La victoria española fue total. Tras nueve horas de combate, los austriacos tuvieron un millar de muertos, otros tantos heridos y más de 2.000 prisioneros. Al día siguiente, 26 de mayo, Bitonto se rindió y Montemar marchó sobre Bari, donde Belmonte trataba de organizar la defensa. Sin embargo, la población local obligó a los austriacos a rendirse. Los españoles capturaron al resto del ejército, 23 cañones, 15 banderas y los 24 estandartes de los regimientos de coraceros de Belmonte y Kakorsawa. Entre los trofeos obtenidos por el conde de Montemar se encontraban los pares de timbales que habían sido ganados en Hungría y Serbia durante la guerra de Belgrado contra los otomanos. De todo el ejército austríaco, solo lograron escapar 200 húsares. La derrota fue de tal mangnitud que el Príncipe de Belmonte tuvo que solicitar al Conde de Montemar que pusiera en libertad bajo palabra a uno de sus oficiales para que llevase a Viena la noticia de su derrota. 
Al ser destruido su ejército en Nápoles, el virrey Visconti huyó a los Estados Pontificios, y todo el reino de Nápoles, a excepción de las plazas de Pescara, Gaeta y Capua, que se rendirían el 29 de julio, 6 de agosto y 30 de noviembre, quedaron en manos españolas. El rey Carlos nombró a Montemar Duque de Bitonto y erigió un obelisco en el campo de batalla para conmemorar la victoria. 
Como consecuencia de la batalla, el reino de Nápoles quedó definitivamente en manos españolas, y el tratado de Viena de 1738 confirmó el retorno de los Reino de Nápoles y Sicilia a la dinastía borbónica.